# Tarde de domingo en la isla de la Grande Jatte
Tarde de domingo en la isla de la Gran Jatte (en francés: Un dimanche après-midi à l'Île de la Grande Jatte) es un cuadro del pintor neoimpresionista francés Georges Pierre Seurat, ejemplo de divisionismo considerado por muchos una de las pinturas más relevantes del siglo XIX.
La isla de la Grande Jatte se encuentra en el río Sena, en París, entre La Défense y el suburbio de Neuilly, dividida por el Pont-de-Levallois. Aunque por muchos años fue un sitio industrial, en los últimos años pasó a albergar jardines públicos y un conjunto residencial. En 1884 era un paisaje bucólico alejado del centro de la ciudad.
Seurat pasó entre 2 a 3 años pintando el cuadro, concentrándose escrupulosamente en el paisaje del parque. Rehízo varias veces el original y completó numerosos bocetos y esquemas preliminares. Se sentaba a menudo en los jardines y hacía numerosos bocetos de las distintas figuras a fin de perfeccionarlas. Puso especial cuidado en el uso del color, luz y formas. El cuadro tiene aproximadamente 2 x 3 m. Fue expuesto por primera vez en la octava exposición colectiva del grupo impresionista, en 1886.
Basado en el estudio de la teoría óptica del color, contrastó puntos minúsculos de color que, a través de la unificación óptica, forman una figura coherente en el ojo del observador. Creía que esta forma de pintura, conocida luego como divisionismo, haría los colores más brillantes y fuertes que pintados a pinceladas. Para hacer la experiencia aún más realista, rodeó el cuadro con una trama de puntos que a su vez limitó con un marco simple de madera azul. De esta forma se lo exhibe aún en el Instituto de Arte de Chicago.
Para este cuadro Seurat empleó el nuevo pigmento "Amarillo de zinc", más visible en las zonas amarillas iluminadas, pero también en combinación con naranjas y azules. Luego de completada la pintura, el amarillo de zinc se oscureció paulatinamente hasta tonos de marrón, defecto que se apreció ya en vida de Seurat.

## Composición y punto de fuga
La composición de esta pintura es asimétrica, ya que sitúa de manera desigual los elementos a los dos lados del eje divisorio central, sin perder la unidad. Su composición también es estática, porque se acentúa la sensación de calma o quietud. Esto se debe a que el cuadro está construido sobre horizontales y verticales. Además, también es profunda, ya que se utiliza una perspectiva cónica, creando así un espacio profundo y bien delimitado.